# Neocyclokara flaveola
Neocyclokara flaveola är en insektsart som beskrevs av Frederick Arthur Godfrey Muir 1926. Neocyclokara flaveola ingår i släktet Neocyclokara och familjen Derbidae. Inga underarter finns listade i Catalogue of Life.